# Ziffernblatt California

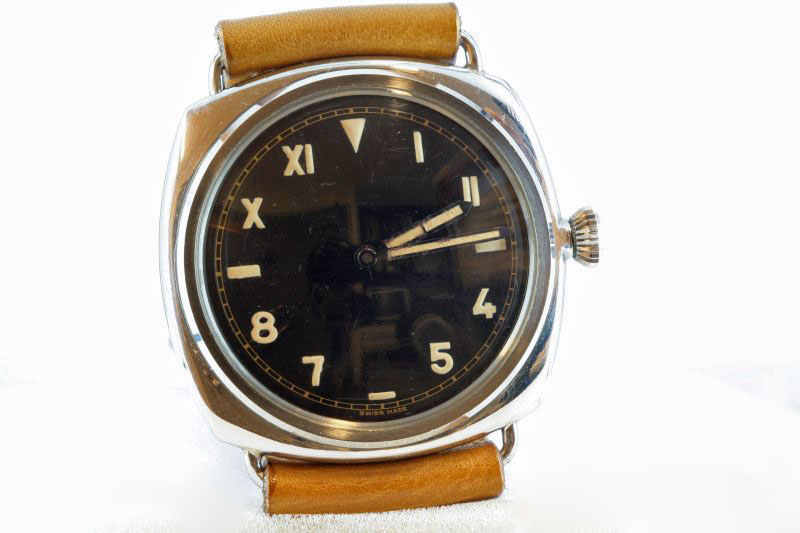
Panerai „Radiomir“

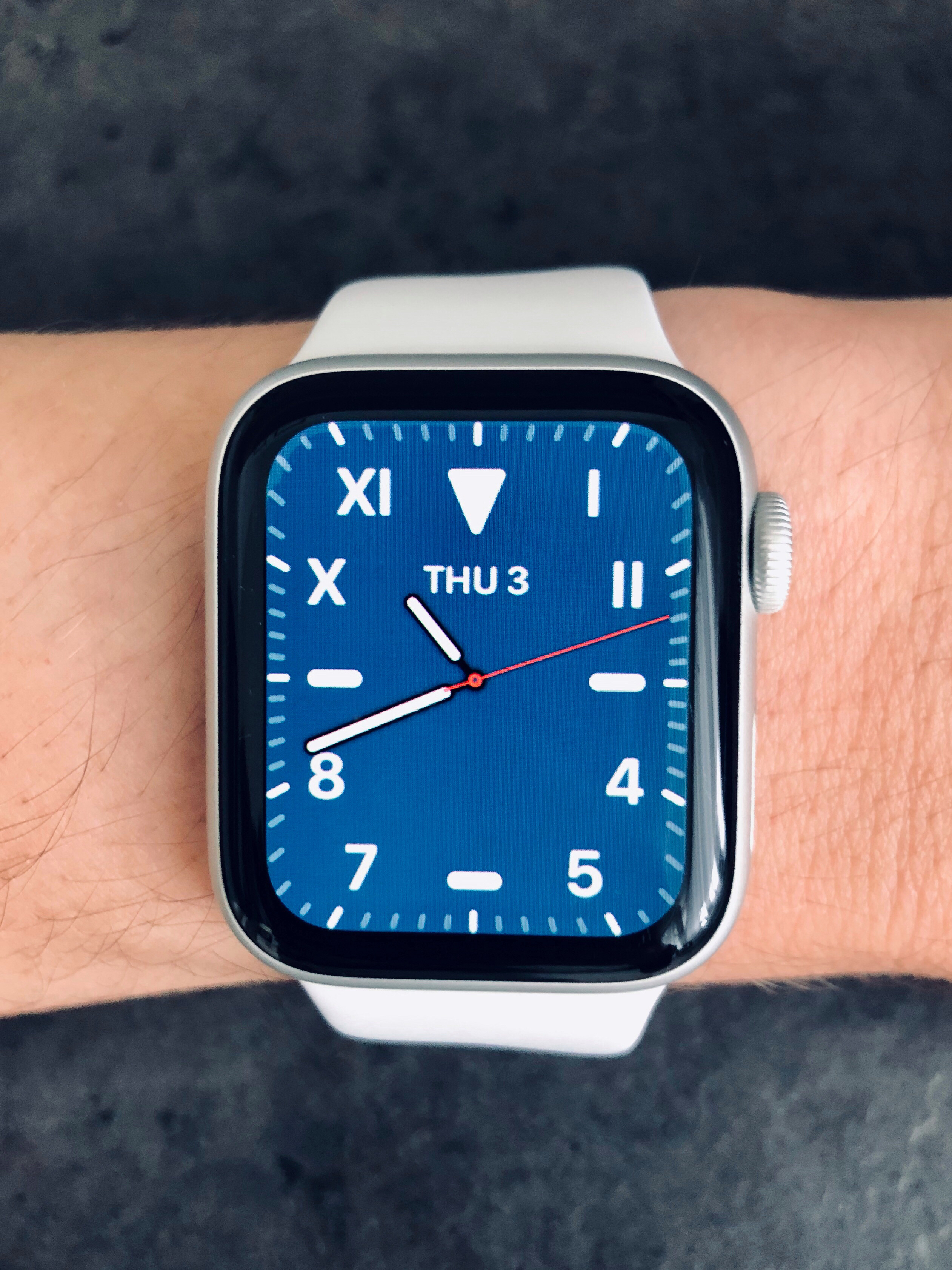
Apple Watch Series 4 mit digitalem Ziffernblatt California

In der Armbanduhrenindustrie bezeichnet ein California Dial (deutsch Ziffernblatt California) ein Ziffernblatt im Stil des Art déco, das je zu einem Drittel aus arabischen und römischen Ziffern besteht. In der Regel sind die Zahlen 4 bis 8 arabisch und 10 bis 2 römisch dargestellt, die Zahlen 3, 6 und 9 werden meist mit einem Querstrich dargestellt und die 12 mit einem Dreieck. Auch 50/50-Aufteilungen und Varianten sind gebräuchlich. Insbesondere die Uhrenhersteller Rolex und Panerai werden mit Uhren in diesem Stil verbunden. Das Design wurde 1942 von Rolex patentiert, jedoch ohne explizite Erwähnung des Namens California Dial.
Der Name geht auf einen kalifornischen Restaurator zurück, der in den 1970er- und 1980er-Jahren mit diesem Design bekannt wurde. Es gibt allerdings auch alternative Theorien zur Namensentstehung.